# Male Žablje
Male Žablje é uma vila localizada no município de Ajdovščina na Eslovênia. Possuía uma população estimada de 337 habitantes em 2020.